# Suzanne Poictevin du Plessis-Landry
Pour les autres membres de la famille, voir Famille Poictevin de La Rochette.
Suzanne Poictevin du Plessis-Landry de La Rochette, dame de La Rochefoucauld-Bayers, est une contre-révolutionnaire française, née en 1725 et morte guillotinée aux Sables-d'Olonne le 18 mai 1793.

## Biographie
D'une vieille famille poitevine, fille de Louis Poictevin, seigneur de la Guittière, et de Suzanne Thomasset, Suzanne-Jacquette-Louise-Aimée épouse en 1750, à Commequiers, son cousin Jacques-Louis de La Rochefoucauld-Bayers (1717-1797), colonel des grenadiers royaux du Poitou, fils de René Claude de La Rochefoucauld, capitaine général des gardes côtes, et d'Anne Louise Robert de Lézardière. Ils seront notamment les parents de l'abbé Charles-François de La Rochefoucauld-Bayers et de Jean de La Rochefoucauld-Bayers.
Au début de la Révolution, elle devient présidente du comité royaliste qui se forma dans la région.
En 1793, alors que son époux devient président du Conseil supérieur des Armées catholiques et royales à Châtillon-sur-Sèvre, elle fait don à la cause royaliste de son château de la Boislevière (Apremont un centre insurrectionnel. Elle se fortifia dans sa demeure avec une quarantaine de paysans armés, à la tête desquels elle "fait des sorties", réquisitionne au nom du roi des munitions et des vivres, approvisionnant son camp retranché du butin pris sur les acheteurs de biens nationaux.
Le matin du 14 mai 1793, elle et sa cuisinière sont arrêtées, sur réquisition de la municipalité d'Apremont, par le colonel François Gilbert.
Interrogée le lendemain par l'administrateur du district, jugée et condamnée le 17 mai, elle est guillotinée le lendemain aux Sables-d'Olonne, à l'âge de soixante-huit ans. Sa cousine, Marie-Adélaïde de La Touche-Limouzinière, comtesse de La Rochefoucauld, sera exécutée l'année suivante au même lieu.
Elle ne doit pas être confondue avec sa jeune parente Suzanne Poictevin de La Rochette, surnommée "l'héroïne vendéenne", amazone de Charette qui épousera le contre-révolutionnaire Louis-Marie de Chantreau.